# Tom Jacobsen
Tom Jacobsen (17 marzo 1954) è un ex calciatore norvegese, di ruolo centrocampista.

## Biografia
È il fratello di Pål Jacobsen.

## Carriera

### Club
Jacobsen giocò con le maglie di HamKam e Vålerengen. Con quest'ultima squadra, vinse un campionato e un'edizione della Norgesmesterskapet. Chiuse la carriera con lo HamKam. È il fratello di Pål Jacobsen.

### Nazionale
Jacobsen totalizzò 7 apparizioni per la Norvegia under 21. Ne collezionò poi 16 per la Norvegia, la prima delle quali in data 8 settembre 1971, quando fu titolare nella sconfitta con la Francia per 3-1.

## Palmarès

### Giocatore

#### Club

##### Competizioni nazionali
- Coppa di Norvegia: 1

Vålerengen: 1980
- Campionato norvegese: 1

Vålerengen: 1981